# Daniel Kenedy
Daniel Kenedy Pimentel Mateus dos Santos ou simplesmente Daniel Kenedy ou, ainda, Kenedy (Bissau, 18 de Fevereiro de 1974) é um futebolista guineense naturalizado português.

## Carreira
Foi treinador da equipa principal do Leixões Sport Club, na primeira liga portuguesa de futebol, fez sucesso no Sport Lisboa e Benfica e no Clube de Futebol Estrela da Amadora como jogador. Atuou no Aias Salamina, clube da terceira divisão da Grécia. O seu segundo nome (Kenedy, sem o outro N) é uma homenagem ao presidente norte-americano John Kennedy.
Em 2022, é concorrente do Big Brother Famosos. 

## Seleção

### Olimpíadas
Actuou nos Jogos Olímpicos de Atlanta, representando a Selecção Portuguesa, que ficou em quarto lugar. 

### A convocação para o Mundial de 2002 e o doping
Enquanto vivia em Macau, Kenedy foi contactado que iria ser convocado para a seleção Portuguesa, para jogar no Mundial de 2002. Pouco tempo depois, devido ao controlo antidoping, acaba por ser cortado da seleção antes do início do torneio. Kenedy alega que tomava comprimidos para emagrecer na altura, e diz que essa foi a causa de ter sido retirado da convocatória.

## Títulos
- Primeira Liga (2):1993/94, 1997/98
- Taça de Portugal (2): 1992/1993, 1995/1996, 1997/1998
- 2ª Divisão Grega (1): 2005/06